# コガネハコガメ
コガネハコガメ（黄金箱亀、学名：Cuora aurocapitata）は、イシガメ科ハコガメ属に分類されるカメ。

## 分布
模式標本の産地（模式産地）は南陵（安徽省）
中華人民共和国（安徽省南部）固有種

## 形態
最大甲長15.6cmとユンナンハコガメを除けばハコガメ属最小種。オスよりもメスの方が大型になる。背甲は扁平で、上から見ると卵型。椎甲板にあまり発達しない筋状の盛り上がり（キール）がある。後部縁甲板は鋸状にならず滑らか。背甲の色彩は椎甲板と第2肋甲板（個体によっては第1-3肋甲板）が明褐色や赤褐色、第1、第3-4肋甲板と縁甲板が暗褐色。腹甲は楕円形で、左右の肛甲板の間には浅い切れこみが入る。腹甲の色彩は黄色で、不規則で角張らない黒や暗褐色の斑紋が入る。
頭部は小型。上顎の先端はほとんど突出しないが、僅かに鉤状にはなる。頭部背面の色彩は黄色で、眼後部から鼓膜にかけて細く黒い筋模様が入る。四肢の指趾には水掻きが発達する。頸部や四肢の背面の色彩は黄色味を帯びた灰色で、四肢や尾の腹面および基部の色彩は黄色。
オスは腹甲の中央部がやや凹むことがあり、左右の股甲板の間の切れこみの幅が広い。逆にメスは腹甲の中央部が平らかやや突き出す。

## 生態
丘陵にある水の澄んだ小型河川や池沼等に生息する。
食性は雑食で、飼育下では昆虫類、甲殻類、巻貝、魚類、水草、果実等を食べた例がある。
繁殖形態は卵生。飼育下では1回に1-3個、最大5個の卵を産んだ例がある。

## 人間との関係
中華人民共和国では食用や薬用（癌の特効薬と信じられている）とされる。
開発による生息地の破壊や水質汚染、食用や薬用の乱獲等により生息数は激減している。
ペット用とされることもあり、日本にも輸入されていた。流通量は少なく中華人民共和国で保護が厳しくなったことに加え、2000年にハコガメ属がワシントン条約付属書II種に記載されたことで流通量はさらに激減した。現在は飼育下で繁殖された幼体が僅かに流通するのみとなっている。アクアテラリウムで飼育される。飼育下では人工飼料にも餌付く。